# Horní Panonie
Pannonia Superior (latinsky), česky Horní Panonie, byla provincií Římské říše. Byla založena roku 103 císařem Traianem, který rozdělil starší provincii Panonie na Horní a Dolní Panonii (Panonia Inferior). Provincie zanikla Diokleciánovou správní reformou (okolo 295), kdy byla rozdělena na provincie Pannonia Prima a Pannonia Savia. Obě pak zanikly v 5. století. Horní Panonie zasahovala na území dnešních států Rakousko, Chorvatsko, Maďarsko, Slovensko a Slovinsko. Hlavním městem bylo Carnuntum, ležící mezi dnešní Vídní a Bratislavou. V Carnuntu žilo 50 tisíc lidí. Dalšími významnými městy byly Vindobona (dnešní Vídeň), Siscia (Sisak), Iovia Botivo (Ludbreg), Aquae Balissae (Daruvar), Andautonia (Ščitarjevo), Savaria (Szombathely), Scarbantia (Šoproň), Arrabona (Győr) nebo Poetovio (Ptuj).
Budoucí římský císař Septimius Severus byl jedním z guvernérů této provincie (191–193). Císařem se málem stal také Lucius Aelius Caesar, guvernér provincie z let 150–155, na trůn však dosáhl až jeho syn Lucius Verus. Další z guvernérů Marco Iallio Basso Fabio Valeriano (166–169) zasáhl i do dějin českého území, když uzavřel dohodu s Markomany. Guvernérem byl i slavný historik Cassius Dio (226–229), který zdejší lid popsal jako „statečný a velice prchlivý“.

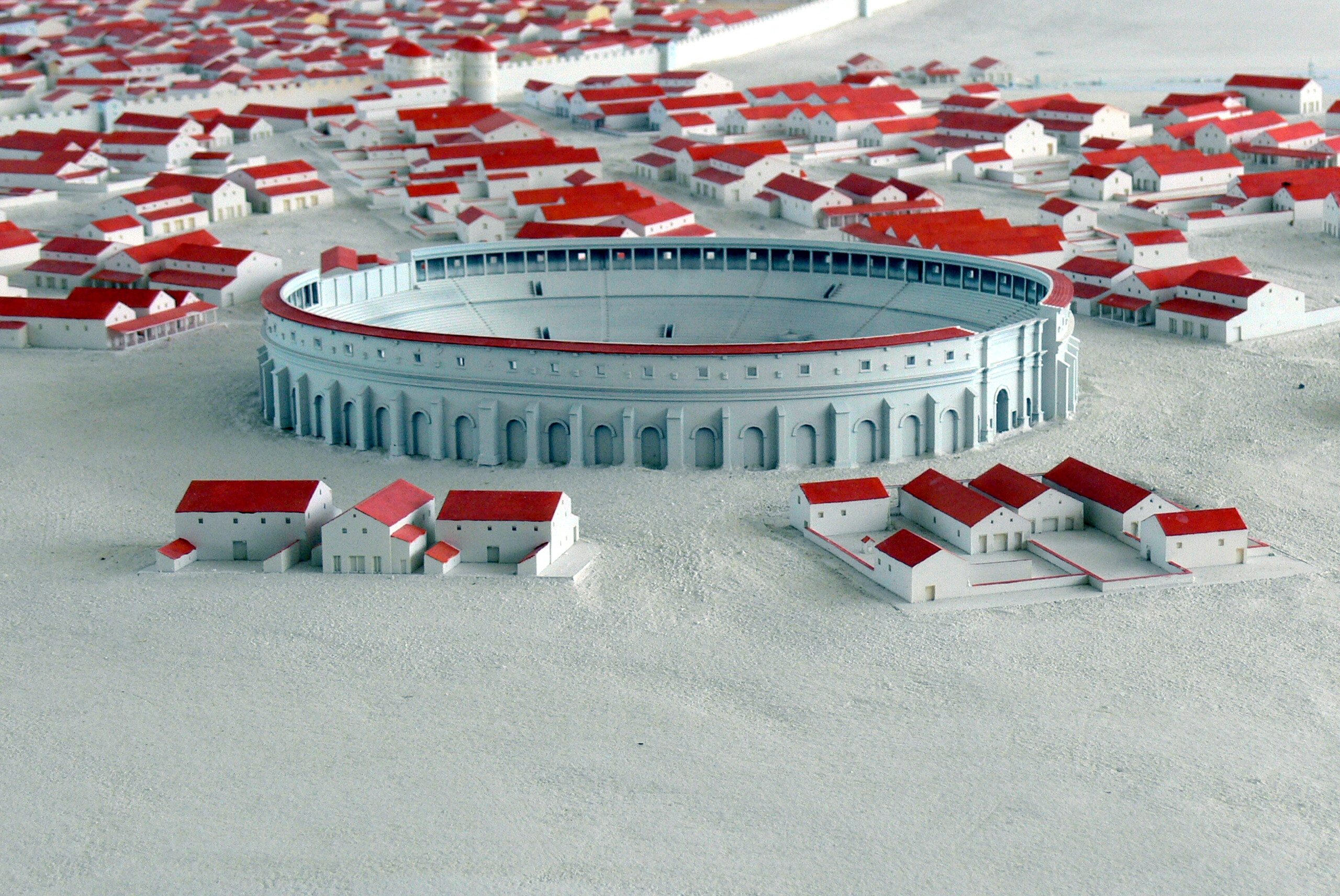
Model amfiteátru v Carnuntu (postaven roku 210) a okolí

V provincii byl velmi populární kult slunečního boha Sola, taktéž nazývaného Sol Invictus („nepřemožitelné slunce“). Také byla objevena řada artefaktů potvrzujících přítomnost vyznavačů Mithrova kultu a římských bohů. Z doby okolo roku 250 pocházejí první zprávy o zdejších křesťanech.
Začátek 3. století byl zlatou érou provincie, ale po roce 251 byla pravidelně pustošena opakujícími se nájezdy Germánů, zejména Gótů, což přimělo velkou část obyvatelstva k odchodu do bezpečnějších části římské říše. V roce 269 sice dokázali císaři Claudius II. Gothicus a Aurelianus zatlačit Góty zpět za Dunaj, ale brzy je vystřídaly další útočící kmeny. Po rozdělení Diokleciánovou reformou už oblast čekal jen úpadek, historik Ammianus Marcellinus popsal Carnuntum na konci 4. století jako „pustnoucí, špinavé hnízdo“. V roce 433 byla Hunům oblast oficiálně postoupena výměnou za to, že poskytli pomoc římskému vojevůdci Aetiovi během bojů o moc v Římě. Po Hunech, kteří ovládali oblast až do Attilovy smrti v roce 453, ji kontrolovali nejprve Ostrogóti, pak Langobardi a nakonec Avaři.